# Pasquale Revoltella

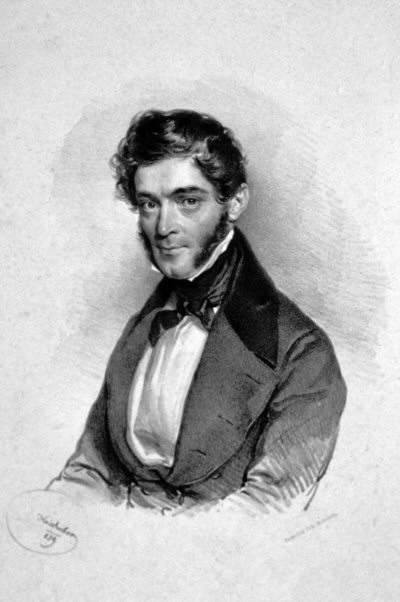
Baron Pasquale Revoltella

Baron Pasquale Revoltella (Venetië, 16 juni 1795 – Triëst, 8 september 1869) was een Italiaans zakenman, reder en investeerder in de Vrije rijksstad Triëst, een havenstad van de Oostenrijkers. De combinatie van handel en investeringen leverde hem een fortuin op. Hij was een drijvende kracht achter het Suezproject, de bouw van het Suezkanaal in Egypte.

## Levensloop
Revoltella was de zoon van metser Giovanni Battista Revoltella en zijn echtgenote Domenica. Aan de leeftijd van een jaar stierf zijn vader (1796). Moeder en zoon verlieten Venetië en trokken naar Triëst. 
Als jongeman werkte hij in de handelshuizen van de haven. Bij Teodoro Necker, consul van Zwitserland in Triëst, bekwaamde hij zich gedurende vele jaren in het handelswezen. In 1832 werd Revoltella vennoot van de verzekeringsfirma Assicurazioni Generali, waarmee hij zich stortte op de verzekeringen van handelsschepen. In 1835 stond hij financieel sterk genoeg om zijn eigen firma op te richten: een firma die hout en graan verhandelde. Tevens was hij medeoprichter van de Österreichische Lloyd, de grootste rederij van Oostenrijk-Hongarije in de Middellandse Zee. Regelmatig was Revoltella in Wenen bij banken en vennootschappen. In Triëst was hij bestuurder van de Beurs. 
Vanaf de jaren 1830 zetelde hij ook in de gemeenteraad van Triëst. Hij financierde er openbare werken alsook restauratiewerken in kerken.
Zijn invloedrijke vrienden aartshertog Maximiliaan, gouverneur van Lombardije-Venetië en later keizer van Mexico, en baron Karl Ludwig von Bruck, oprichter van de Österreichische Llyod, introduceerden hem in het internationaal financiewezen. Al vrij vroeg zag Revoltella het belang in om het Suezkanaal te graven. In 1858 kon hij melden aan de Franse diplomaat Ferdinand de Lesseps, de drijvende kracht achter het project, dat geheel Triëst het Suezproject steunde; hiermee zouden de schepen vanuit Indië door het Suezkanaal rechtstreeks naar Triëst stevenen. Een jaar later bracht de Lesseps een bezoek aan Triëst. Revoltella organiseerde een luxueuze ontvangst in zijn residenties. Revoltella zetelde in het bestuur van de Compagnie universelle du Canal maritime de Suez.
Zijn toenemende invloed werd even gefnuikt door zijn arrestatie in 1860. De Oostenrijkse politie beschuldigde hem van nalatige leveringen aan het leger tijdens de Tweede Italiaanse Onafhankelijkheidsoorlog, ook genoemd de Oostenrijks-Piëmontese Oorlog. Hij kwam na enkele maanden gevangenschap vrij. Zijn naam werd gezuiverd. 
Hij werd vervolgens vice-president van de Compagnie universelle du Canal maritime de Suez (1861). Eenmaal reisde hij naar Egypte om de graafwerken te inspecteren. In 1864 publiceerde hij een studie over de rol van Oostenrijk in de wereldhandel. De haven van Triëst was voor Oostenrijk de spil. Keizer Frans Jozef schonk hem in 1867 de titel van baron.
Revoltella was nooit getrouwd. Hij werd langdurig ziek en overleed in september 1869, kort voor de officiële inhuldiging van het Suezkanaal in november 1869.

## Nalatenschap voor de stad
Aan Triëst liet de metserszoon Revoltella zijn twee residenties na: 
- De Villa Revoltella, zijn landelijke residentie in de wijk Chiadino, een wijk in Triëst. In het park staat de kerk die hij liet bouwen: de Paschalis Baylonkerk, toegewijd aan zijn patroonheilige Paschalis Baylon. In de crypte liggen de graven van hemzelf en zijn moeder naast elkaar. Geestelijken moesten volgens zijn testament voor het zielenheil bidden.
- Het Palazzo Revoltella, zijn stadspaleis in het centrum gelegen aan de Piazza Venezia, destijds Piazza Giuseppina genoemd. Het is thans het Stedelijk museum Revoltella. De inboedel inclusief kunstcollectie schonk hij na zijn dood eveneens aan de stad.

Daarnaast stichtte hij aan de universiteit van Triëst studierichtingen in de bedrijfskunde en de handel. Hij richtte een tekenacademie op (1850) samen met Francis Gossleth. Bij testament deed hij schenkingen aan caritatieve verenigingen.

## Fotogalerij

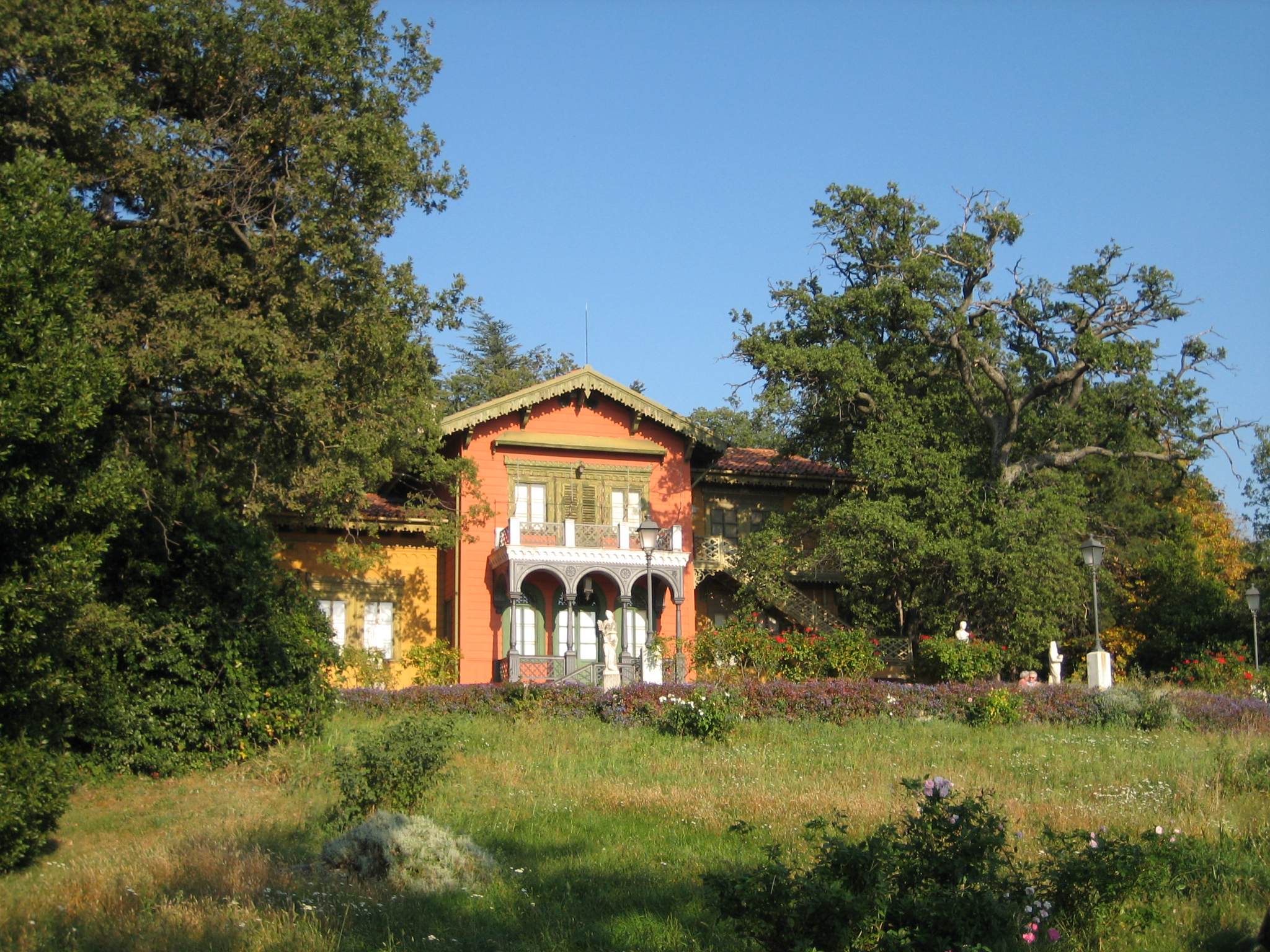
Villa Revoltella met park
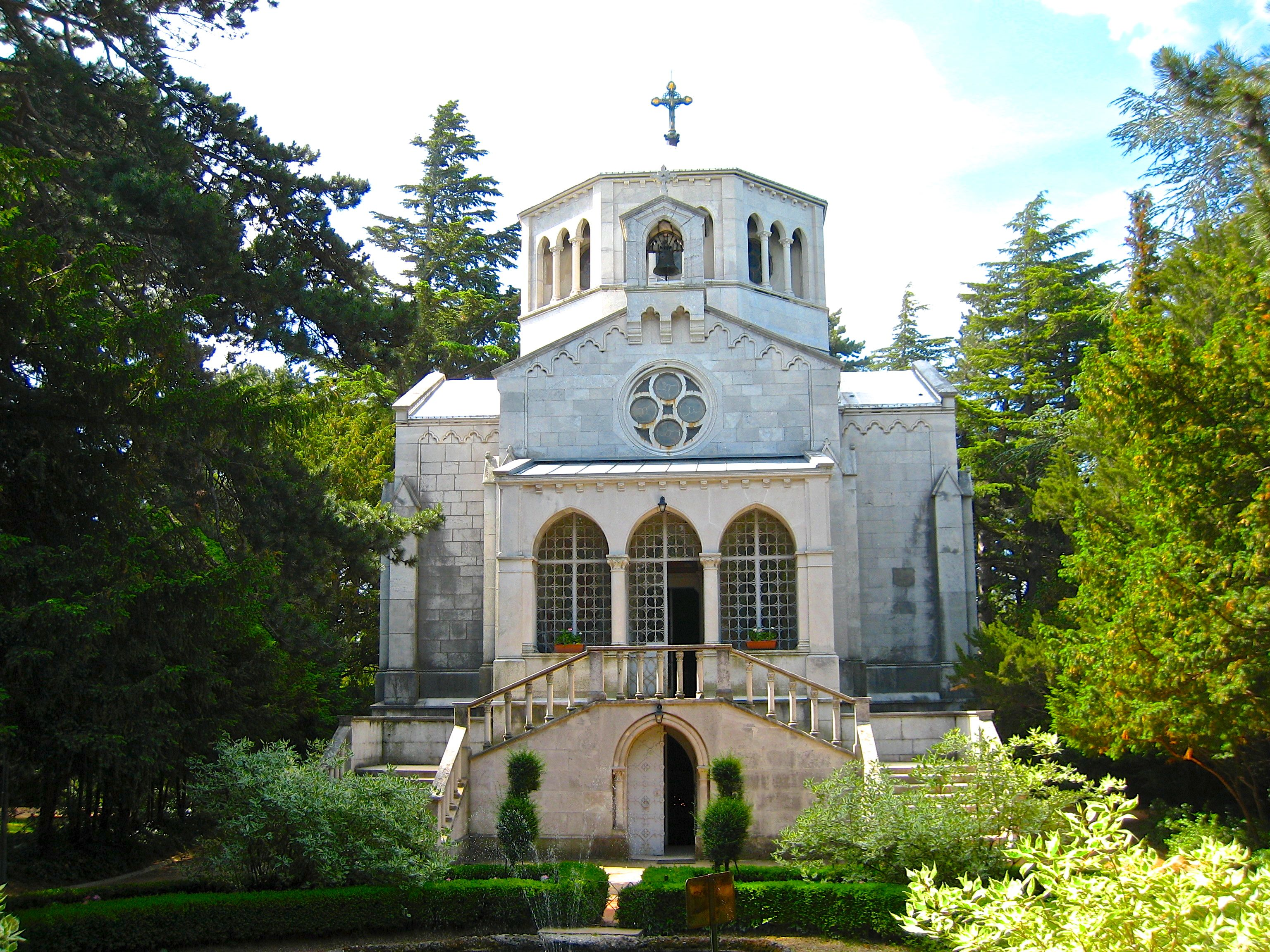
Paschalis Baylonkerk met grafcrypte
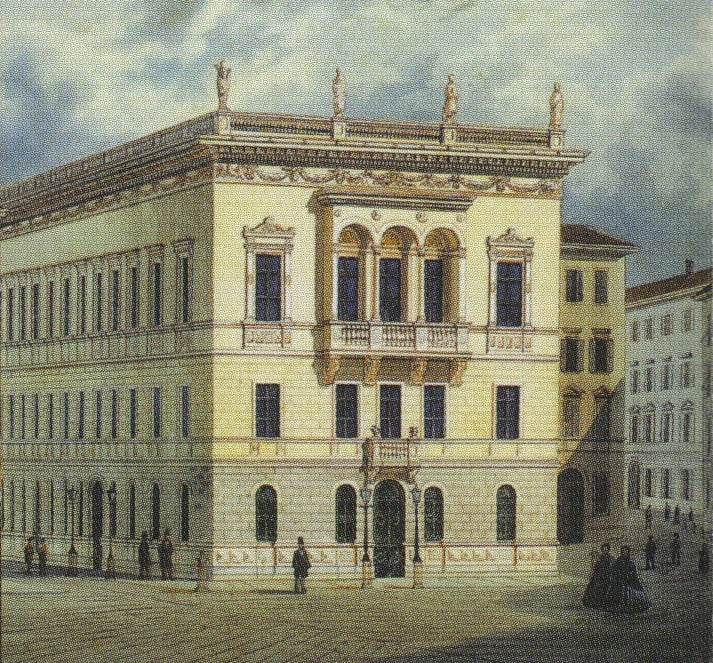
Palazzo Revoltella, stadspaleis, later museum